# Cellier de Clairvaux
Le Cellier de Clairvaux ou Petit-Clairvaux est un cellier cistercien de style gothique primitif cistercien, fondé par l'Abbaye de Clairvaux au XIIIe siècle, dans le centre historique de Dijon en Côte-d'Or en Bourgogne-Franche-Comté. Actuelle salle municipale, il est classé aux monuments historiques depuis 1915, 1917, et 1921.

## Histoire
Cette grange monastique cistercienne de Dijon, surnommée « Petit-Clairvaux », est fondée au XIIIe siècle par l’Abbaye de Clairvaux (fille de l'Abbaye de Cîteaux du XIe siècle, fondée en 1115 à 100 km au nord-est de Dijon, par l'abbé dijonnais Bernard de Clairvaux (v1090-1153), en Champagne (province), aux portes du duché de Bourgogne).  

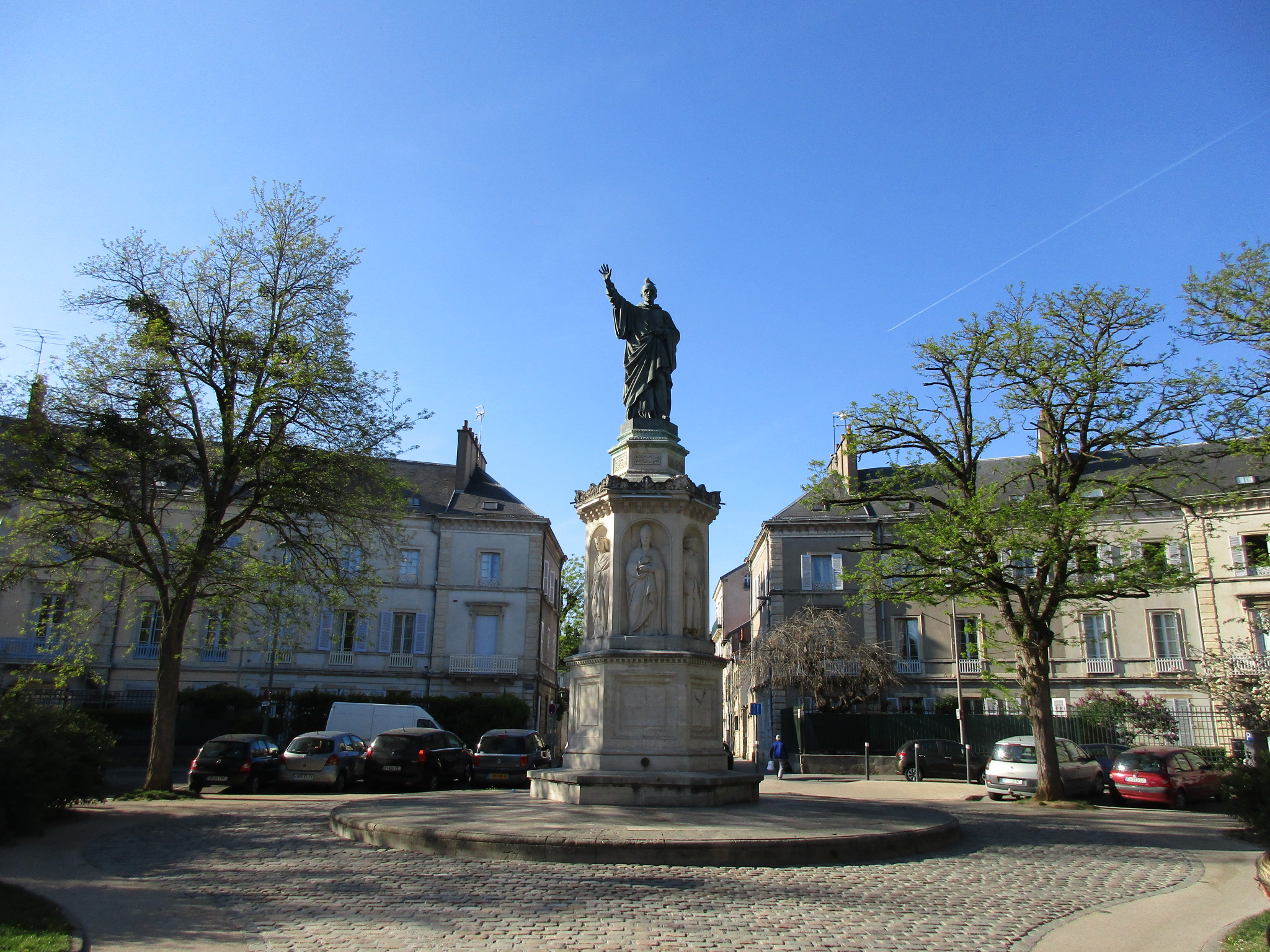
Monument Bernard de Clairvaux, de la Place Saint-Bernard voisine
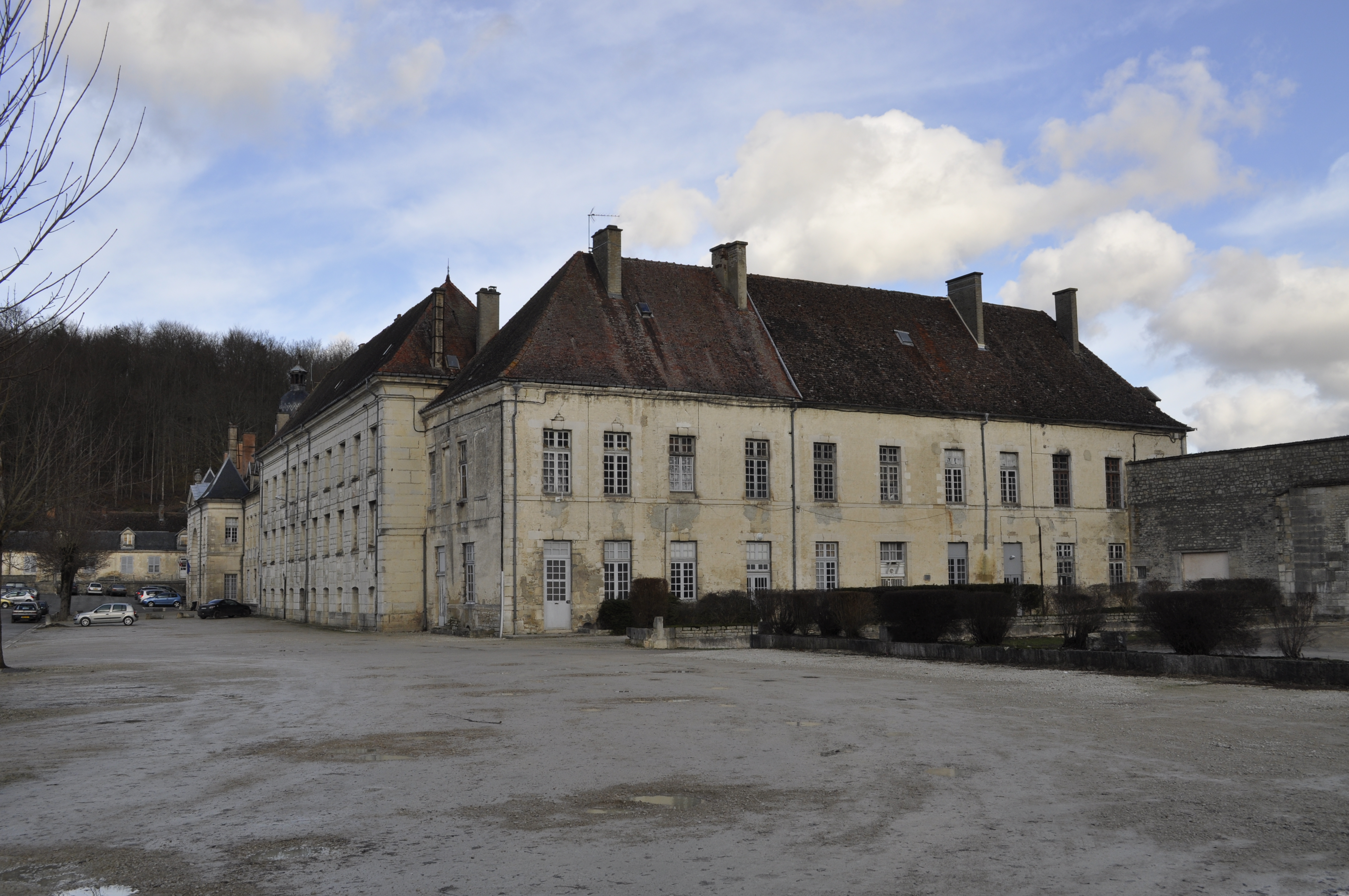
Abbaye de Clairvaux (XIIe siècle)
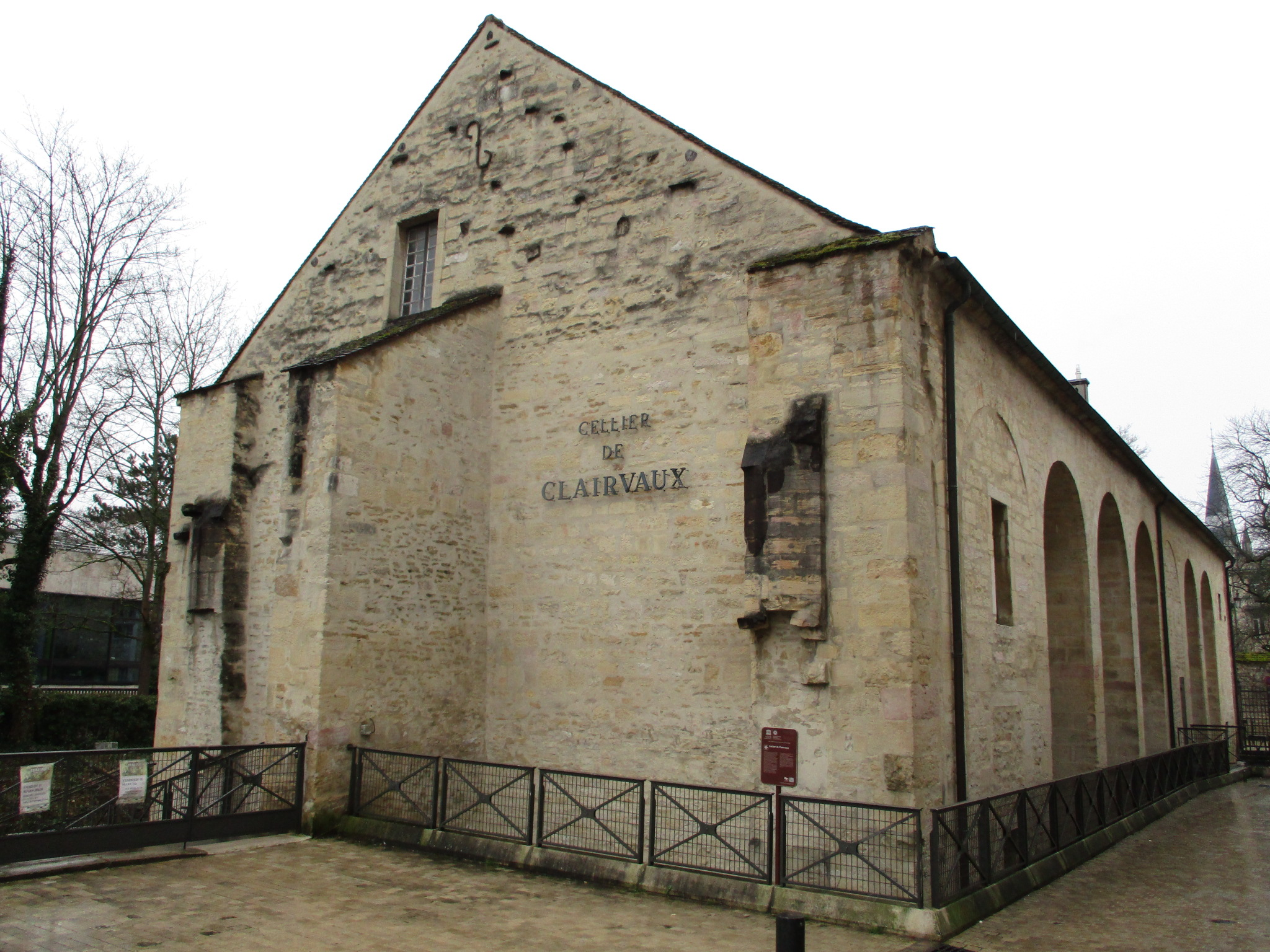
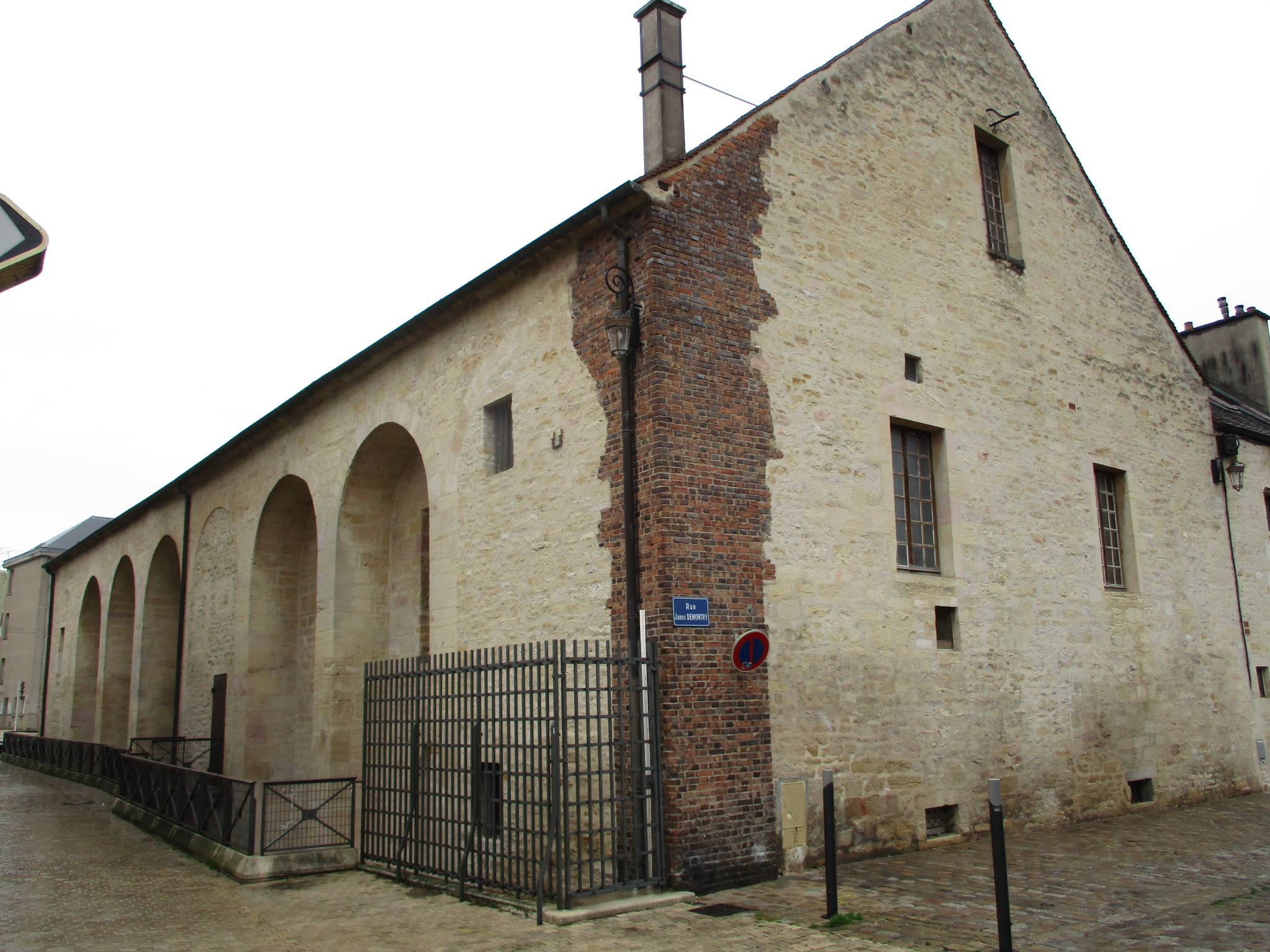

Proche entre autres de l'actuelle place Saint-Bernard et de son monument Bernard de Clairvaux de Dijon, du palais des ducs de Bourgogne du centre historique de Dijon, ainsi que du Château et basilique de Fontaine-lès-Dijon ou est né Bernard de Clairvaux, elle fait office d'annexe commerciale dijonnaise de l'Abbaye de Clairvaux (cellier, grange monastique, grenier, commerce, avec réfectoire et dortoir pour les moines à l'étage ...) pour entreposer et commercialiser la production des domaines locaux de l’abbaye (céréales, foin, vins du vignoble de Bourgogne...). 

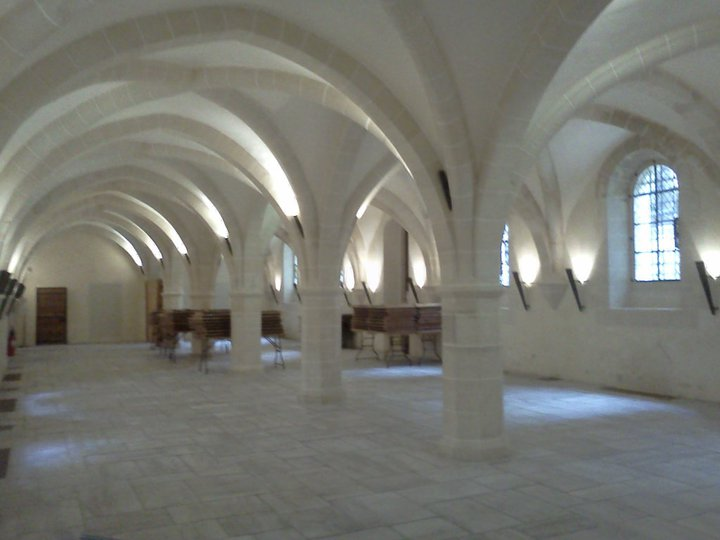
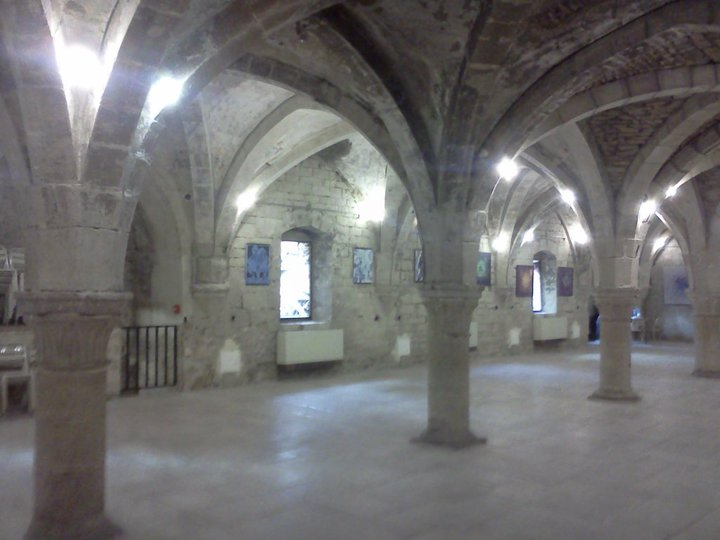
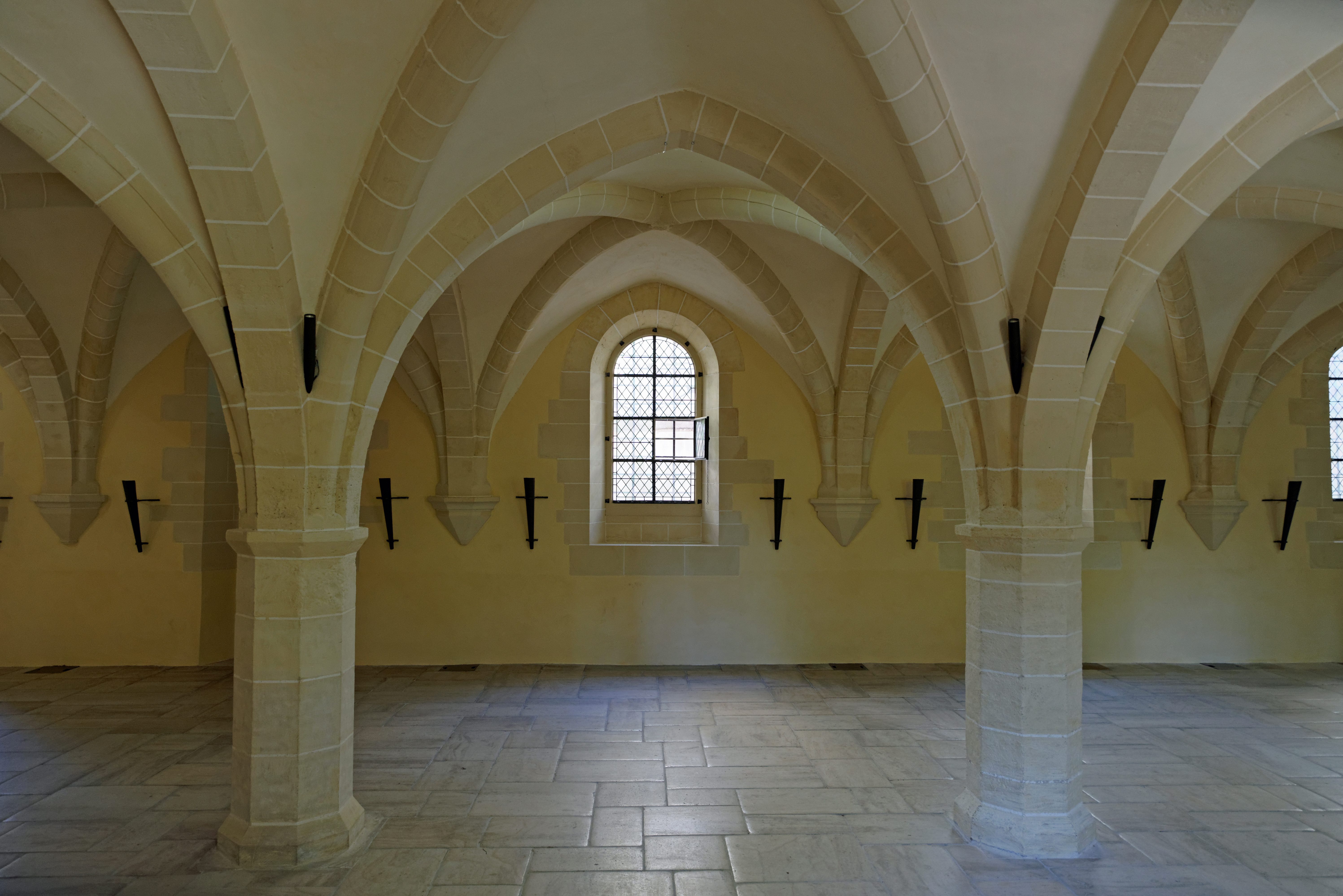

Il est acquis depuis la Révolution française par le Conseil départemental de la Côte-d'Or voisin. La partie subsistante du cellier  fait office à ce jour de salle municipale louée pour des événements et spectacles divers, avec deux salles voûtées de 300 m²,.

### Autres granges monastiques cisterciennes locales
- Abbaye Saint-Vivant de Vergy (IXe siècle)
- Château du Clos de Vougeot  (XIIe siècle)
- Château de Gilly-lès-Cîteaux (XVIe siècle)